# Ingvar Björk
För den socialdemokratiske politikern, se Ingvar Björk (politiker).
Nils Ingvar Björk, född 3 december 1925, död 4 april 2011, var en svensk illustratör.
Han illustrerade ett stort antal barnböcker, inledningsvis med sin maka Gun Björk som författare. De två samarbetade främst på 1970-talet, till en början med bilderböcker och senare med illustrerade faktaböcker kring djur, växter och natur.

## Priser och utmärkelser
- Årets Pandabok (barnboksklassen) 1994